# Sasvad
Sasvad é uma cidade  no distrito de Pune, no estado indiano de Maharashtra.

## Geografia
Sasvad está localizada a 18° 20′ N, 74° 02′ L. Tem uma altitude média de 769 metros (2522 pés).

## Demografia
Segundo o censo de 2011, Sasvad tinha uma população de 31,821 habitantes, 16,219 indivíduos do sexo masculino e 15,602 do sexo feminino, e a cidade tinha uma taxa de literacia de 87.28%, superior à média estadual de 82.34%: a literacia no sexo masculino é de 89.66% e no sexo feminino é de 84.83%. Em 2011 10.57% da população estava abaixo dos 6 anos de idade.